# Liahona (czasopismo)
Liahona – międzynarodowy oficjalny miesięcznik Kościoła Jezusa Chrystusa Świętych w Dniach Ostatnich, który ukazuje się równolegle w pięćdziesięciu językach świata (m.in. po polsku), z częstotliwością od jednej do dwunastu numerów w roku. Dzieli się on zazwyczaj na cztery główne części: dla dorosłych, Przyjaciel – dla dzieci, dla młodzieży oraz Wiadomości Kościelne.